# Coupe d'Europe féminine des clubs champions de hockey sur glace 2005-2006
Navigation
Édition 2004-2005 Édition 2006-2007
La saison 2005-2006 est la 2e édition de la Coupe d'Europe féminine des clubs champions de hockey sur glace.
L'AIK Solna  remporte le titre en finissant premier de la Super Finale, le deuxième du club.

## Tour qualificatif
Il s'est déroulé du 14 au 16 octobre 2005. Les premiers de chaque groupe se qualifient pour la Super Finale.

### Groupe A
Il s'est déroulé à Tallinn (Estonie).
| Pl. | Équipe              | PJ | V | N | D | Pts | BP | BC | +/- |
| --- | ------------------- | -- | - | - | - | --- | -- | -- | --- |
| 1   | Espoo Blues         | 3  | 3 | 0 | 0 | 6   | 54 | 1  | +53 |
| 2   | Aisulu Almaty       | 3  | 2 | 0 | 1 | 4   | 32 | 5  | +27 |
| 3   | SHK Laima           | 3  | 1 | 0 | 2 | 2   | 13 | 13 | 0   |
| 4   | HC Dreamland Queens | 3  | 0 | 0 | 3 | 0   | 1  | 81 | -80 |

| 14 octobre 2005 | HC Dreamland Queens | 0-42 | Espoo Blues   | Premia jäähall, Tallinn |
| 14 octobre 2005 | SHK Laima           | 0-5  | Aisulu Almaty | Premia jäähall, Tallinn |
| 15 octobre 2005 | HC Dreamland Queens | 0-26 | Aisulu Almaty | Premia jäähall, Tallinn |
| 15 octobre 2005 | Espoo Blues         | 7-0  | SHK Laima     | Premia jäähall, Tallinn |
| 16 octobre 2005 | Aisulu Almaty       | 1-5  | Espoo Blues   | Premia jäähall, Tallinn |
| 16 octobre 2005 | HC Dreamland Queens | 1-13 | SHK Laima     | Premia jäähall, Tallinn |

### Groupe B
Il s'est déroulé à Budapest (Hongrie).
| Pl. | Équipe      | PJ | V | N | D | Pts | BP | BC | +/- |
| --- | ----------- | -- | - | - | - | --- | -- | -- | --- |
| 1   | SKIF Moscou | 3  | 3 | 0 | 0 | 6   | 26 | 2  | +24 |
| 2   | MB Hockey   | 3  | 2 | 0 | 1 | 4   | 23 | 6  | +17 |
| 3   | Rødovre SIK | 3  | 1 | 0 | 2 | 2   | 12 | 12 | 0   |
| 4   | UTE-Marilyn | 3  | 0 | 0 | 3 | 0   | 1  | 42 | -41 |

| 14 octobre 2005 | UTE-Marilyn | 0-20 (0-9; 0-7; 0-4) | SKIF Moscou | Budapest |
| 14 octobre 2005 | Rødovre SIK | 3-8 (1-6; 0-1; 2-1)  | MB Hockey   | Budapest |
| 15 octobre 2005 | UTE-Marilyn | 1-8 ()               | Rødovre SIK | Budapest |
| 15 octobre 2005 | MB Hockey   | 1-3 (1-2; 0-1; 0-0)  | SKIF Moscou | Budapest |
| 16 octobre 2005 | SKIF Moscou | 3-1 (0-0; 2-1; 1-0)  | Rødovre SIK | Budapest |
| 16 octobre 2005 | UTE-Marilyn | 0-14 (0-4; 0-7; 0-3) | MB Hockey   | Budapest |

### Groupe C
Il s'est déroulé à Unna (Allemagne).
| Pl. | Équipe               | PJ | V | N | D | Pts | BP | BC | +/- |
| --- | -------------------- | -- | - | - | - | --- | -- | -- | --- |
| 1   | EV Zoug              | 3  | 3 | 0 | 0 | 6   | 28 | 4  | +24 |
| 2   | HC Cergy-Pontoise    | 3  | 1 | 1 | 1 | 3   | 9  | 19 | -10 |
| 3   | EC Bergkamener Bären | 3  | 1 | 0 | 2 | 2   | 7  | 10 | -3  |
| 4   | MHC Martin           | 3  | 0 | 1 | 2 | 1   | 9  | 20 | -11 |

| 14 octobre 2005 | EV Zoug              | 12-0 ()              | HC Cergy-Pontoise | Eissporthalle, Unna |
| 14 octobre 2005 | EC Bergkamener Bären | 3-2 (1-2; 0-0; 2-0)  | MHC Martin        | Eissporthalle, Unna |
| 15 octobre 2005 | EV Zoug              | 13-3 (4-0; 3-2; 6-1) | MHC Martin        | Eissporthalle, Unna |
| 15 octobre 2005 | EC Bergkamener Bären | 3-5 (2-1; 1-1; 0-3)  | HC Cergy-Pontoise | Eissporthalle, Unna |
| 16 octobre 2005 | HC Cergy-Pontoise    | 4-4 (1-0; 1-3; 2-1)  | MHC Martin        | Eissporthalle, Unna |
| 16 octobre 2005 | EC Bergkamener Bären | 1-3 (0-1; 1-1; 0-1)  | EV Zoug           | Eissporthalle, Unna |

## Super Finale
Elle s'est déroulée du 2 au 4 décembre 2005 à Solna (Suède).
| Pl. | Équipe      | PJ | V | N | D | Pts | BP | BC | +/- |
| --- | ----------- | -- | - | - | - | --- | -- | -- | --- |
| 1   | AIK Solna   | 3  | 3 | 0 | 0 | 6   | 7  | 3  | +4  |
| 2   | Espoo Blues | 3  | 2 | 0 | 1 | 4   | 8  | 5  | +3  |
| 3   | SKIF Moscou | 3  | 0 | 1 | 2 | 1   | 5  | 7  | -2  |
| 4   | EV Zoug     | 3  | 0 | 1 | 2 | 1   | 6  | 11 | -5  |

| 2 décembre 2005 | SKIF Moscou | 0-1 (0-0; 0-1; 0-0) | Espoo Blues | Ritorps Ishall, Solna Affluence : 150 |
| 2 décembre 2005 | AIK Solna   | 2-0 (0-0; 1-0; 1-0) | EV Zoug     | Ritorps Ishall, Solna Affluence : 200 |
| 3 décembre 2005 | SKIF Moscou | 3-3 (1-0; 2-0; 0-3) | EV Zoug     | Ritorps Ishall, Solna Affluence : 150 |
| 3 décembre 2005 | Espoo Blues | 1-2 (0-1; 1-1; 0-0) | AIK Solna   | Ritorps Ishall, Solna Affluence : 250 |
| 4 décembre 2005 | EV Zoug     | 3-6 (0-1; 1-2; 2-3) | Espoo Blues | Ritorps Ishall, Solna Affluence : 50  |
| 4 décembre 2005 | AIK Solna   | 3-2 (1-0; 1-1; 1-1) | SKIF Moscou | Ritorps Ishall, Solna Affluence : 225 |

### Meilleures joueuses
| Récompense           | Joueuse        | Équipe      |
| -------------------- | -------------- | ----------- |
| Meilleure gardienne  | Kim Martin     | AIK Solna   |
| Meilleure défenseure | Emma Laaksonen | Espoo Blues |
| Meilleure attaquante | Daniela Diaz   | EV Zoug     |

### Effectif vainqueur
| Vainqueur de la Coupe d'Europe féminine des clubs champions AIK Solna | Gardiennes de but : Valentina Lizana, Kim Martin Défenseures : Malin Åberg, Emilia Andersson, Emelie Berggren, Elin Holmlöv, Sara Lindquist, Andréa Morger, Henrietta Varviharju Attaquantes : Gizela Blom, Desirée Byström, Lisa Flemström, Nanna Hamell, Isabelle Jordansson, Angelica Lorsell, Emilie O'Konor, Danijela Rundqvist, Katarina Timglas, Pernilla Winberg, Sophie Zakrisson Entraîneur : John Banarp |